# Miramar (Capellades)
Miramar és una muntanya de 594 metres que es troba entre els municipis de Vallbona d'Anoia i Capellades, a la comarca de l'Anoia.